# Rock am Ring
Rock am Ring, stor musikfestival vid racingbanan Nürburgring i Tyskland. Festivalen hade premiär 1985 och har hållits varje år sedan dess med undantag för åren 1989 och 1990. Många artister och band har uppträtt där genom åren, bland andra Placebo, Red Hot Chili Peppers, Mando Diao, Korn, Guns n' Roses, Backyard Babies, Limp Bizkit, System of a Down, Opeth, In Flames, Van Halen, The Hives,  Metallica, U2, Bon Jovi, Mudvayne , Rammstein, Muse, Kiss, HIM, Depeche Mode, Nickelback, Bob Dylan, Foo Fighters, Bullet for My Valentine, Cradle of Filth, Green Day, Iron Maiden, Linkin Park, Avenged Sevenfold, Trivium, My Chemical Romance, Marilyn Manson, The Soundtrack of Our Lives, Huey Lewis & the News, Billy Idol, Billy Talent, Rise Against, The Kooks, Tenacious D och The Hellacopters.